# Tranche-tête
« Tranche-tête » est un terme générique désignant toute machine utilisée par le passé pour effectuer la décapitation des condamnés à mort de manière mécanique. La guillotine, en usage notamment en France jusqu’en 1981, fut probablement le tranche-tête le plus élaboré.
« Tranche-tête » est un sobriquet pour désigner le bourreau.

## Les premiers tranche-têtes
Nombreux sont les historiens[Lesquels ?] qui estiment que les premières « machines à décoller » sont apparues dans des temps très reculés en Perse.

Déjà, des chercheurs découvrirent à Limé (Aisne) un tranchoir en silex de grande dimension datant de l’âge de la pierre et qui aurait servi à la décapitation d’animaux[réf. nécessaire]. Raoul de Houdenc décrit au début du XIIIe siècle une fenêtre-guillotine avec un « rasoir d'acier retenu par une chaîne d'argent. Prise dans la découpe d'une fenêtre comme dans le trou d'un pilori, la tête du condamné serait inexorablement tranchée aussitôt qu'elle se serait engagée dans l'orifice ».

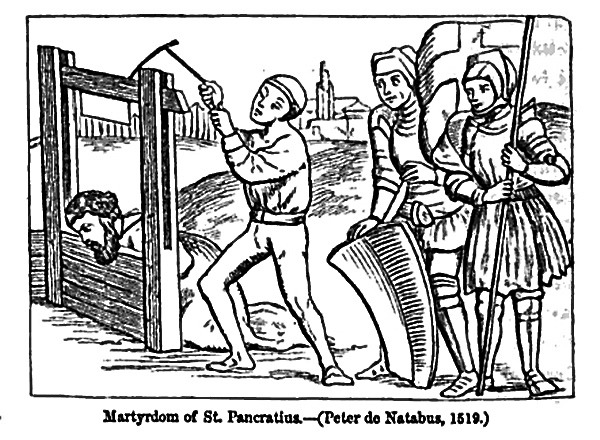
Décapitation de saint Pancrace imaginée au début du XVIe siècle.
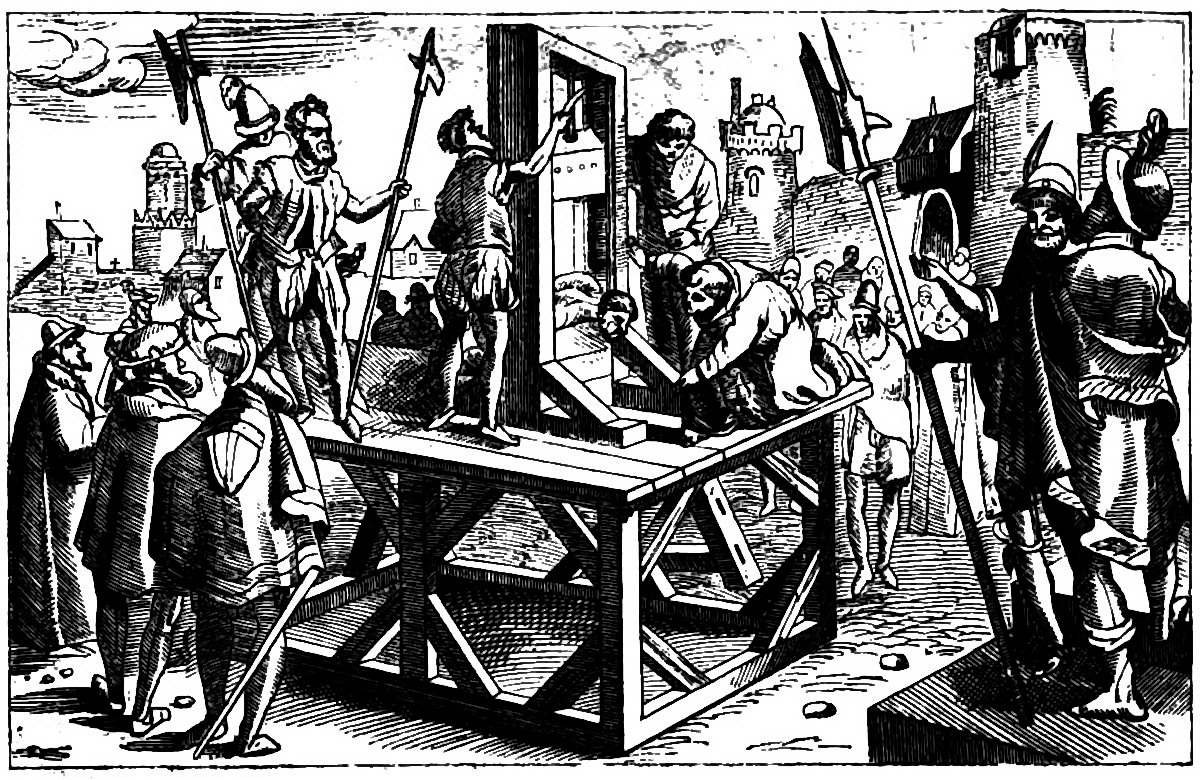
Martyre de saint Matthieu imaginé par Cranach.
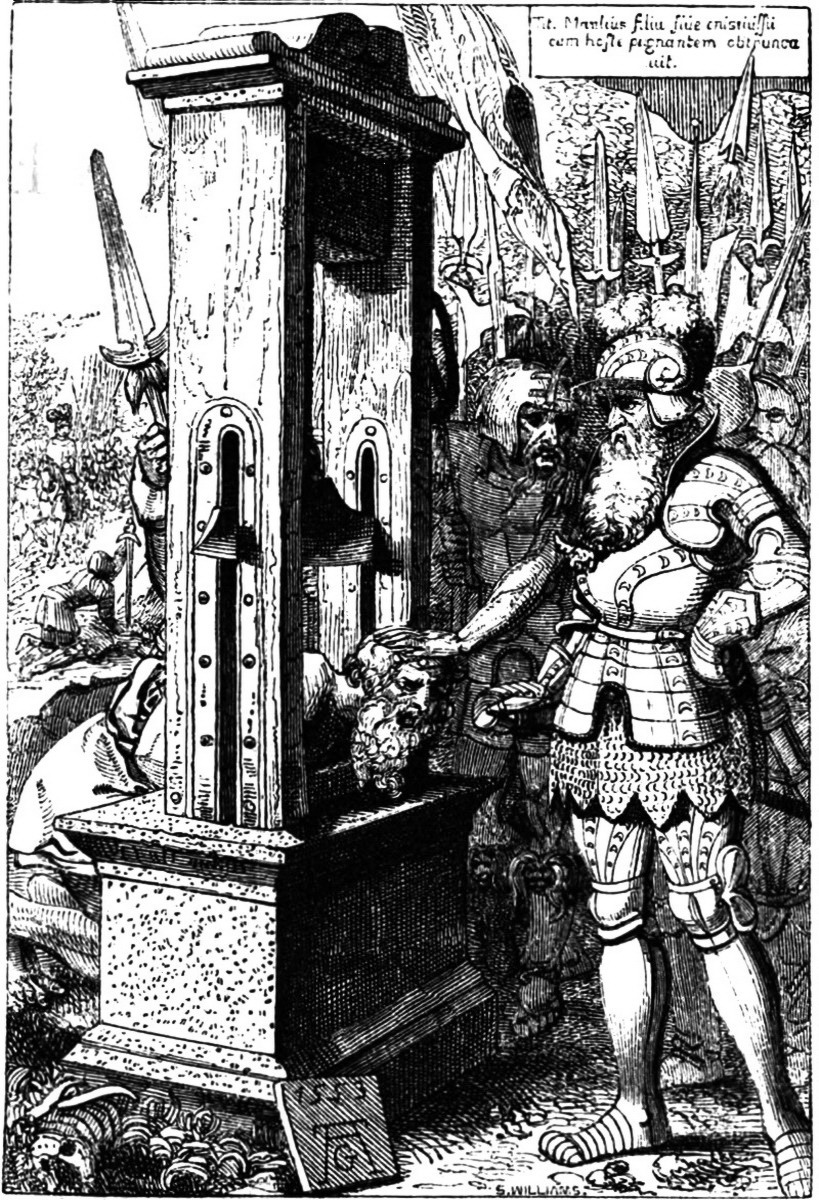
Manlius utilise une machine romaine pour décapiter son fils (gravure de Aldegraver).
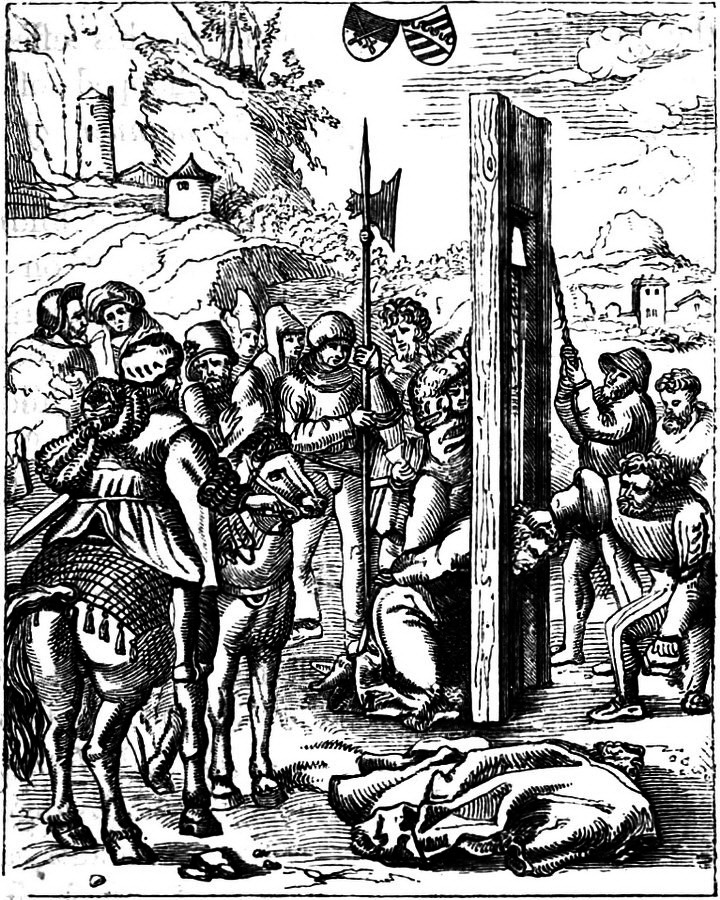
Décollation en Irlande de Murdoch Ballagh le 1er avril 1307.

## La Diele allemande
Des machines à trancher les têtes auraient fonctionné durant tout le Moyen Âge sous le nom de Diele.

Il s’agissait d’une sorte de fenêtre constituée de montants de 50 cm fixés sur un billot. Le condamné plaçait sa tête entre les montants, sur les faces internes desquels deux rainures avaient été creusées et dans lesquelles on avait placé une lame épaisse : tranchante vers le bas et en forme d’enclume vers le haut. Cette lame reposait directement sur la nuque du supplicié. Le bourreau frappait alors sur l’enclume de la lame à l’aide d’une grosse  masse et sectionnait ainsi le cou.

## La Mannaia italienne

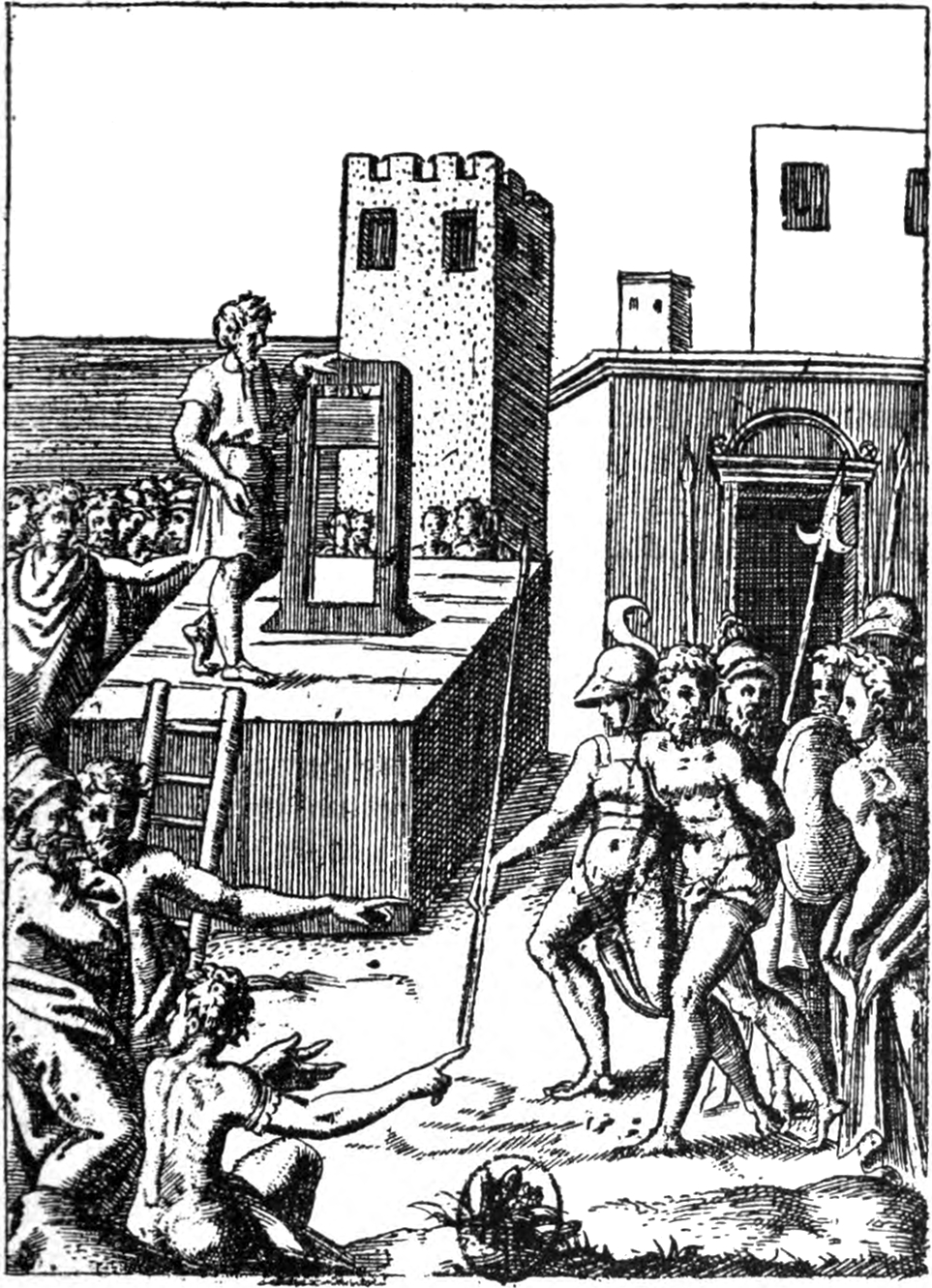
Gravure d'après Bonasone (1555).

Le chroniqueur Jean d’Authon décrivait déjà au début du XVIe siècle une doloire ajustée dans un « gros bloc », lequel, maintenu par une corde et « venant d’amont entre deux poteaux », sépara la tête des épaules du Génois Giustiniani, en 1507, puni pour avoir fomenté une révolte contre Louis XII. Mais c’est Jean-Baptiste Labat qui est un des premiers Français à avoir amplement parlé de cette machine peu ordinaire : la « mannaia ». Un des amis du docteur Guillotin a révélé que le médecin aurait formé ses idées d’après un récit similaire mais anonyme : « Voyage historique et politique de Suisse, d’Italie et d’Allemagne » (Francfort ; 1736), où l’on trouve une description précise de cette mannaia.
L’abbé voyageur pourrait être un inspirateur d'Antoine Louis et de Guillotin car il avait livré de semblables réflexions sur l’instrument :« Cette manière est très sûre et ne fait point languir un patient, que le peu d’adresse d’un exécuteur expose quelquefois à recevoir plusieurs coups avant d’avoir la tête séparée du tronc ».  Ce supplice était cependant réservé aux gens de bonne condition. Le supplicié, à genoux, posait son cou sur une traverse. Le couperet était un rectangle de fer aiguisé d’une dizaine de pouces de long et de six de haut, hissé tout en haut par une corde qu’on lâche. C’est probablement cette méthode italienne qui a été imitée dans le Languedoc. Dans les mémoires de Puységur, il est relaté une insolite exécution en 1632, dans la cour du Capitole à Toulouse, qui est celle du maréchal de Montmorency. « En ce pays-là, on se sert d’une doloire qui est entre deux morceaux de bois et, quand on a la tête posée sur le bloc, on lâche la corde ».
Une gravure de Giulio Bonasone qui illustre l'exécution du Lacédémonien Lacon, avec une « guillotine » d'ailleurs peu détaillée, figure dans le « Symbolicae quaestiones de universo genere », d’Achille Bocchi, imprimé en 1555 [voir illustration].

## La Maiden écossaise

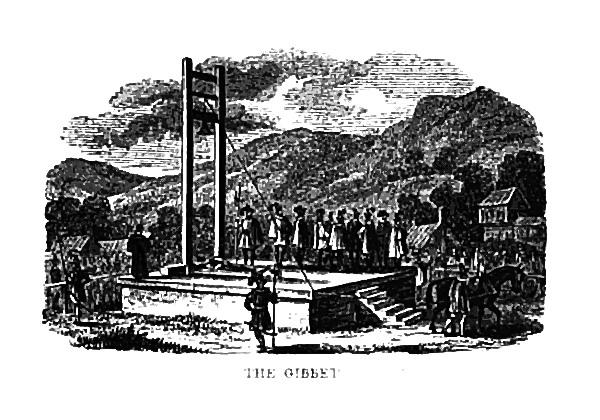
Le gibet d'Halifax.

L’abbé Joseph de La Porte, dans son « Le voyageur français » en plusieurs volumes, a décrit un instrument à décapiter qui avait été en usage en Écosse. « […] la noblesse est décapitée d’une manière particulière à ce pays. L’instrument dont on se sert est une pièce de fer carrée, large d’un pied, dont le tranchant est extrêmement affilé […] Au moment de l’exécution, on l’enlève [le hisse] au haut du cadre de bois à dix pieds d’élévation et, dès que le signal est donné et que le criminel a le col sur le billot, l’exécuteur laisse librement tomber la pièce de fer […] ». Le même  instrument, si l’on se fie à des gravures, était connu aussi en Irlande.
Selon Thomas Pennant, une machine aurait, à l'origine, été construite par Lord Earl Warren pour faire justice des braconniers de ses terres de Hardwick, près de Halifax. Elle fonctionna de 1541 à 1685 pour une cinquantaine d'exécutions. À l’époque de Pennant, cette machine n’existait plus mais ce « touriste » en vit une copie à Édimbourg en pièce de collection. Elle avait été jadis demandée par le régent Morton qui finit d’ailleurs par l’expérimenter lui-même en 1581. Elle avait dix pieds de haut et l’aspect d’un chevalet de peintre, et le condamné posait la tête sur une traverse à la hauteur de quatre pieds. On retrouve donc ce même principe dans presque toutes les machines à décollation : coulisses, tranchoir aiguisé et mouton pesant  hissés par une corde puis relâchés [voir illustration]. Cependant, l'héraldiste Randle Holme dans son « Academy of Armoury » de 1678 nous cite une « guillotine antique », mise en blason, où l’on se contentait de poser le tranchoir directement sur le cou du patient ; et le bourreau armé d’une lourde masse frappait un grand coup sur le dos de la hache.  Il attribue l’usage de cet engin aux Hébreux et aux Romains. La faible course du couperet sur les machines de certaines gravures illustrant des faits antiques paraît indiquer que l’artiste ait pris exemple sur cette machine à « percussion ».
Un opuscule « Halifax and its gibbet law » [Halifax et sa loi du gibet] avait paru en 1708 puis en 1722, que Guillotin pouvait avoir consulté. Mais les ouvrages édités montrent que les coutumes italiennes étaient mieux connues en France. Le docteur Louis explique, de son côté, qu’il s’est inspiré des coutumes anglaises. Or il ne fait pas de doute que tandis que la « Pucelle d’Édimbourg » fut la dernière à avoir fonctionné pour supplicier les marquis d’Argyle, père et fils (en 1661 puis en 1685), l’Angleterre utilisait depuis toujours la hache et le billot. Il est possible qu’au lieu de l’Angleterre proprement dite, Louis voulait parler de la Grande-Bretagne.  On ne peut non plus certifier qu’une guillotine était déjà employée en Allemagne car, si au moins deux gravures d’artistes germaniques la représentent, il s’agissait d’illustrer un événement de l’époque romaine.

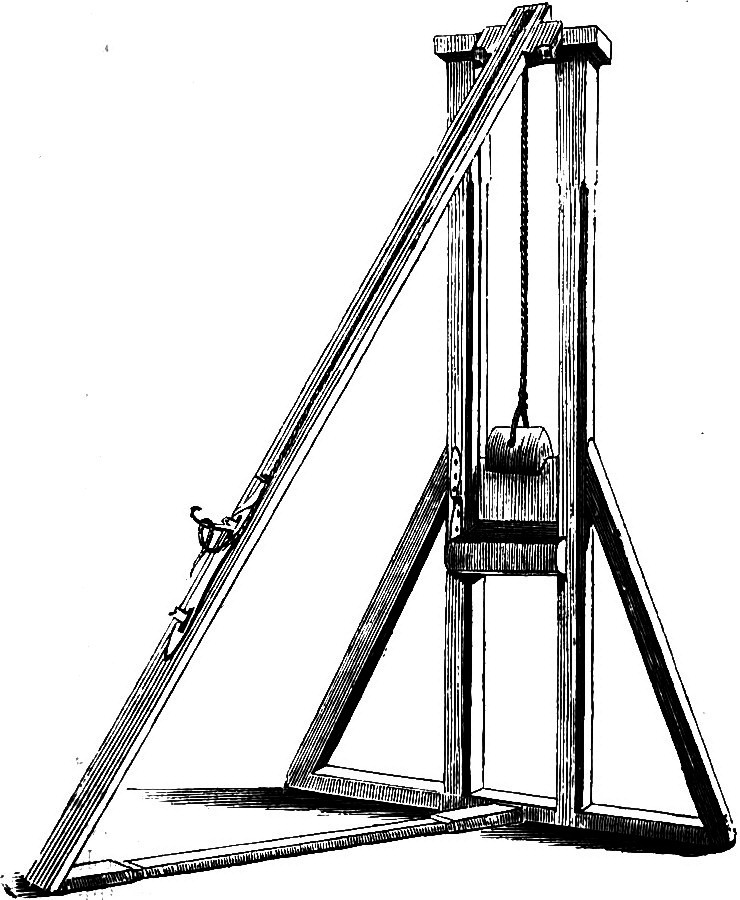
Maiden primitive.
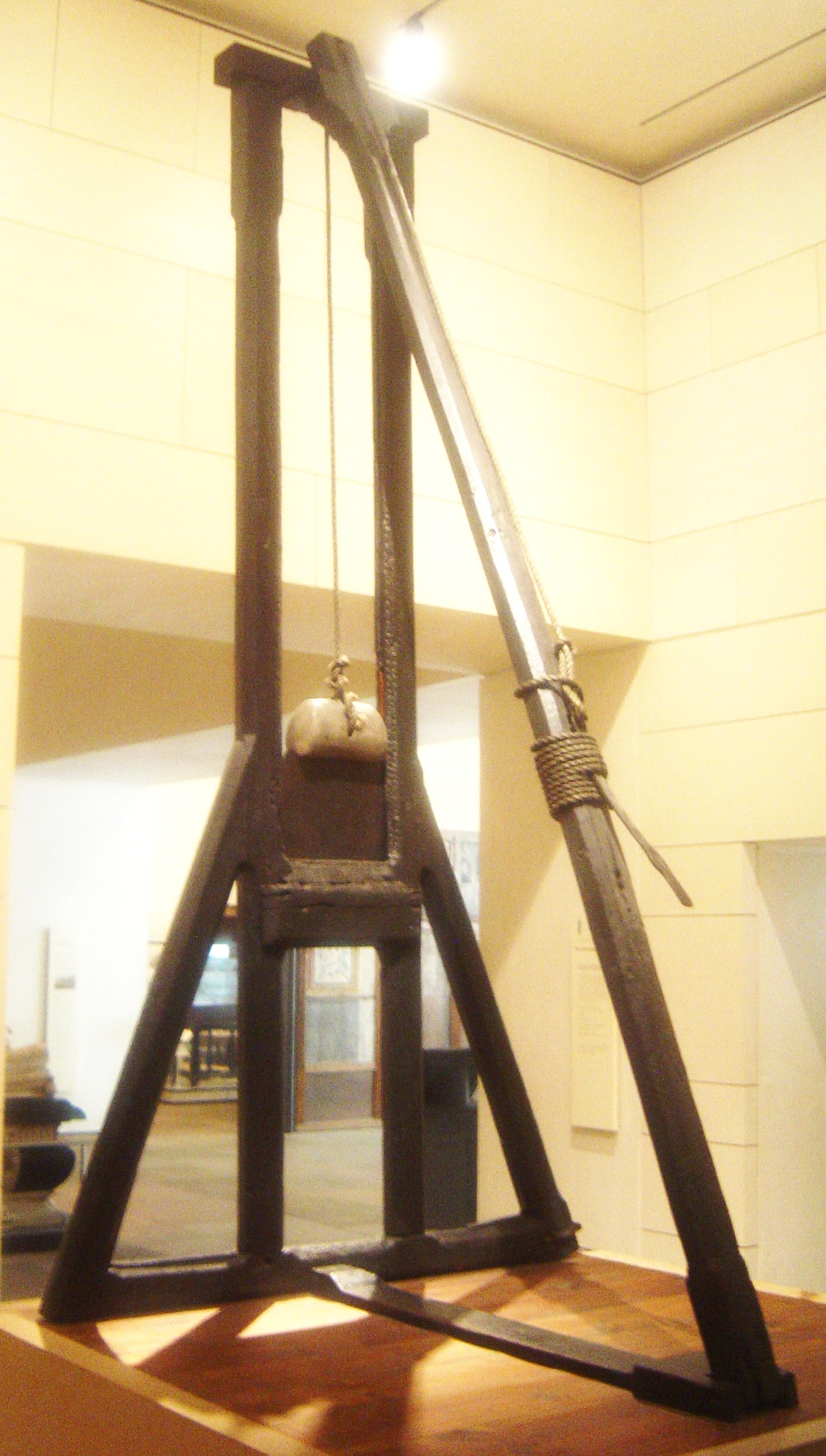
Maiden reconstituée au musée.
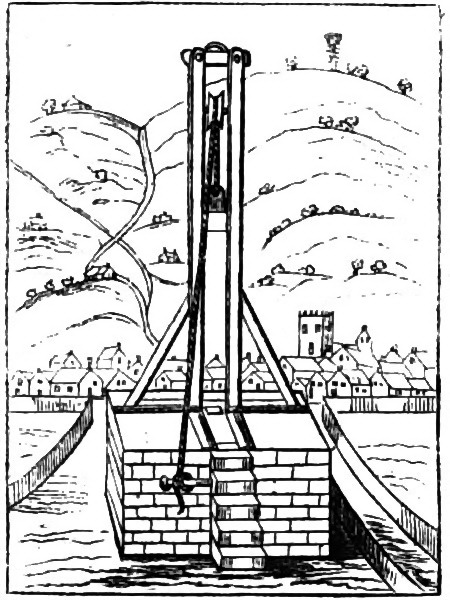
Maiden, modèle évolué.
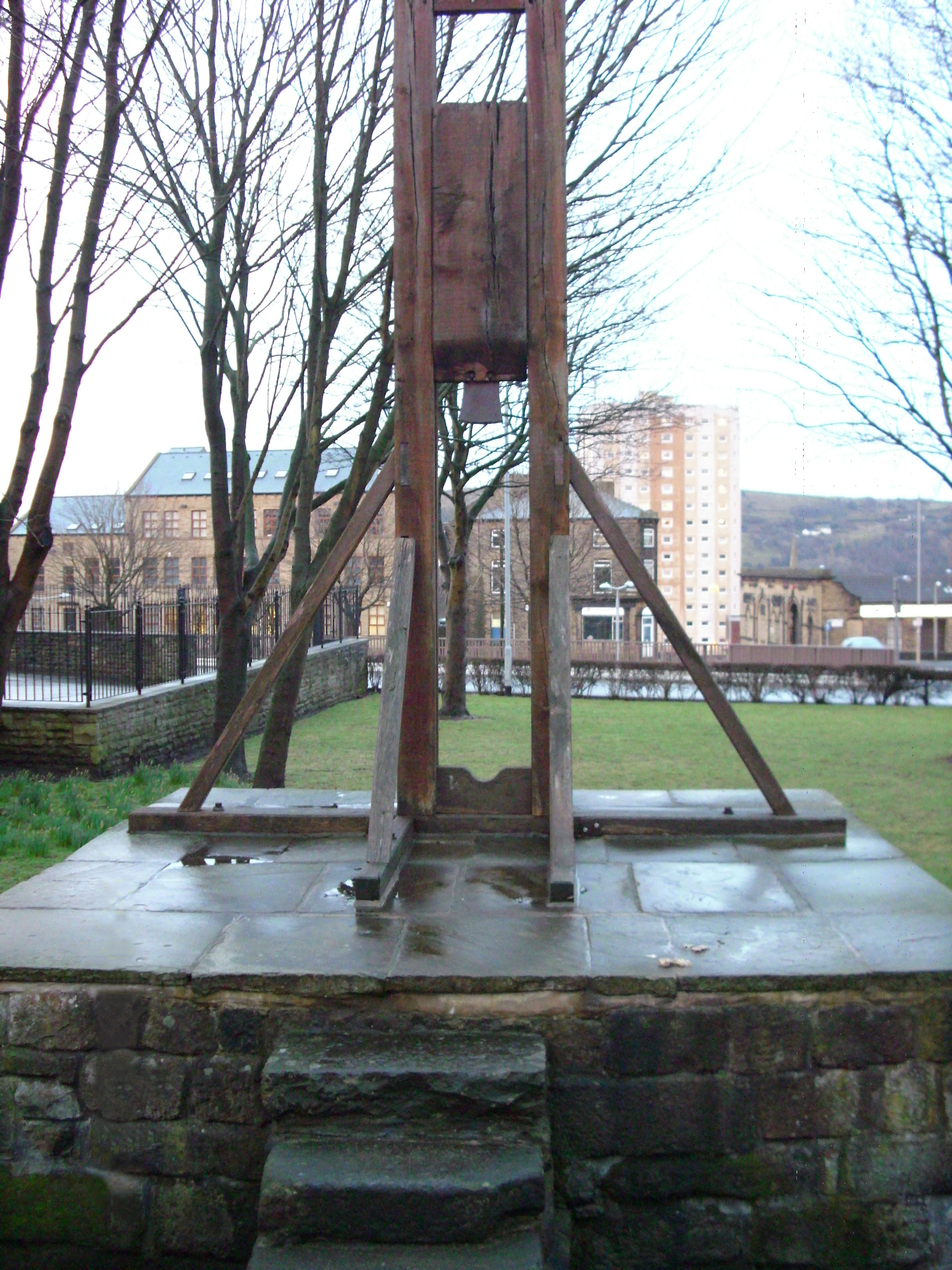
Maiden reconstruite sur un socle authentique.